# Denzlingen
Denzlingen est une commune allemande située dans le land de Bade-Wurtemberg et l'arrondissement d'Emmendingen. Elle se trouve à 8 km au nord de Fribourg-en-Brisgau.

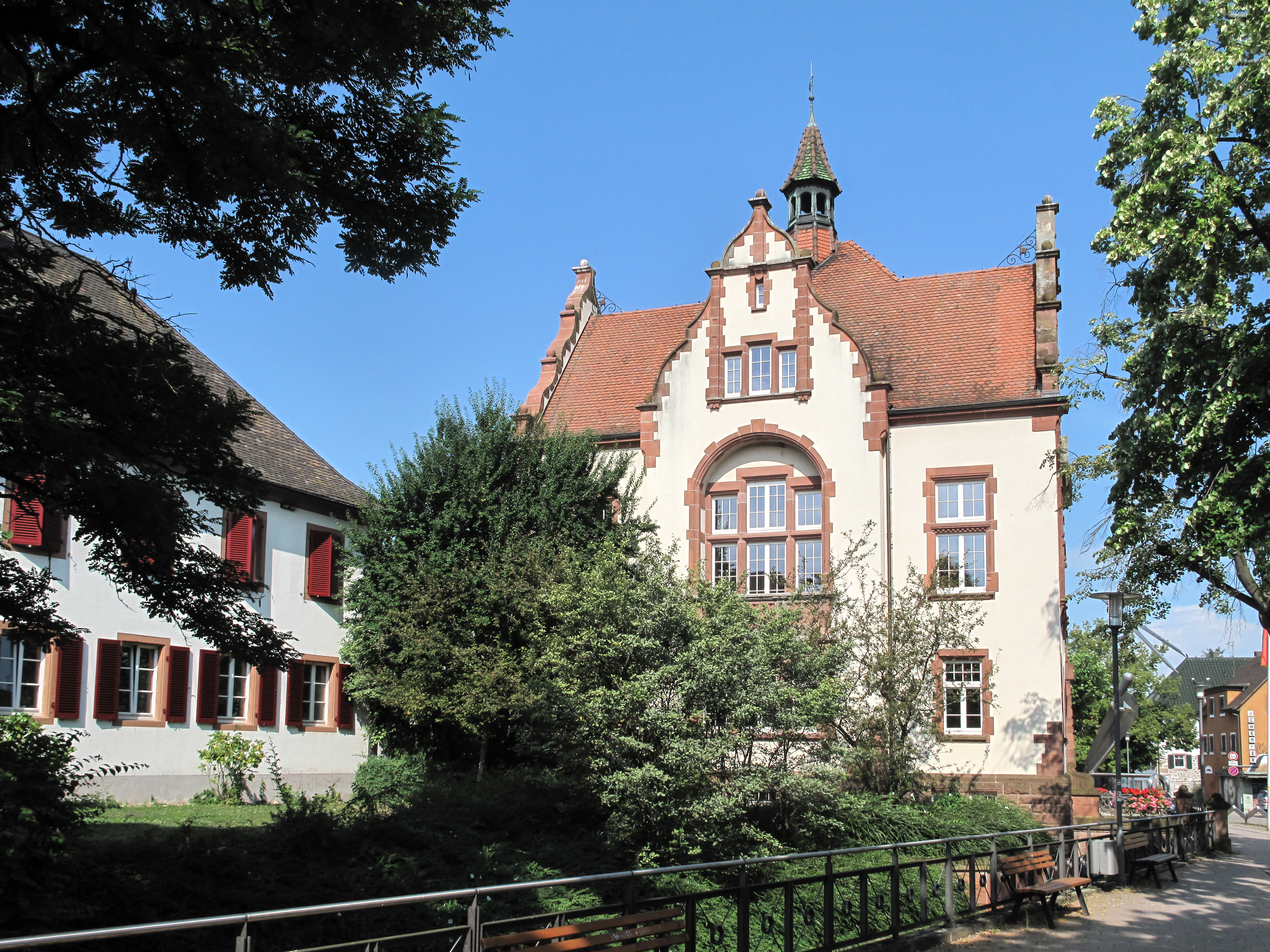
L'Hôtel de ville.

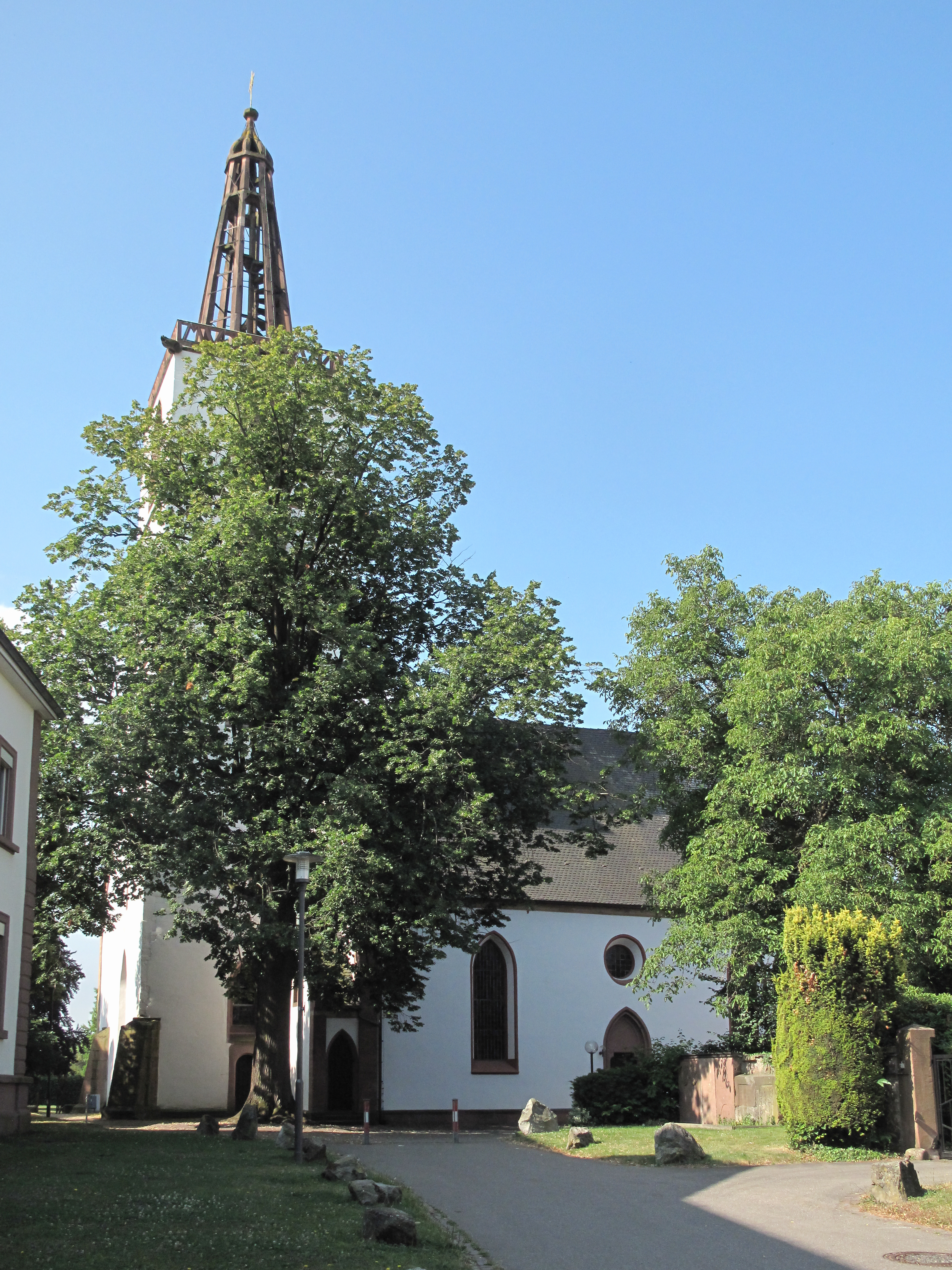
L'église Saint-Georges.

## Évolution démographique
| Année      | 1834 | 1910 | 1939 | 1950 | 1970 | 1990  | 2006  |
| ---------- | ---- | ---- | ---- | ---- | ---- | ----- | ----- |
| Population | 1207 | 1865 | 2488 | 2937 | 6458 | 11567 | 13457 |

## Jumelages
- Saint-Cyr-sur-Mer (France) depuis 1974
- North Hykeham (Royaume-Uni) depuis 1988
- Città della Pieve (Italie) depuis 1993
- Konstancin-Jeziorna (Pologne)